# 208 هـ
208 هـ هي سنة في التقويم الهجري امتدت مقابلةً في التقويم الميلادي بين سنتي 823 و824.

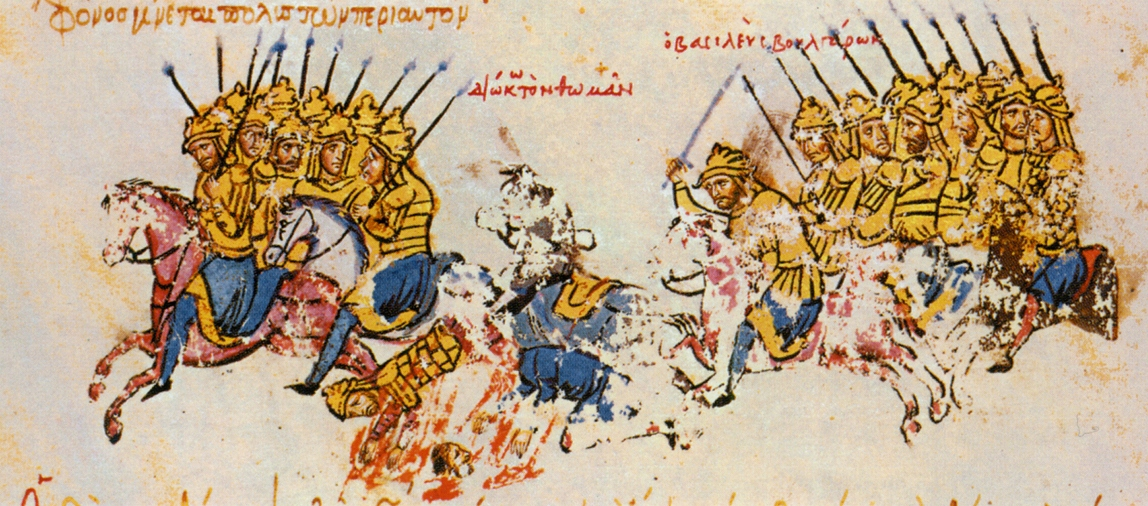
توماس الصقلبي

## مواليد
- ابن أبي الدنيا

## وفيات
- الأسود بن عامر شاذان
- القاسم بن الرشيد
- عبد الله بن بكر السهمي

- نفيسة بنت الحسن
- توماس الصقلبي
- مسلم بن الوليد
- عبد الله البلنسي
- الفضل بن الربيع